# Le Malzieu-Forain
 Le Malzieu-Forain  es una población y comuna francesa, situada en la región de Languedoc-Rosellón, departamento de Lozère, en el distrito de Mende y cantón de Le Malzieu-Ville.

## Demografía
| 597 | 533 | 477 | 379 | 354 | 357 |
| Para los censos de 1962 a 1999 la población legal corresponde a la población sin duplicidades (Fuente: INSEE [Consultar]) |     |     |     |     |     |